# Dos chicas locas, locas
Dos chicas locas, locas es una película de comedia musical española de 1964 dirigida por Pedro Lazaga y protagonizada por Pili y Mili.

## Sinopsis
Pili y Mili son dos hermanas gemelas separadas desde la infancia, hasta que el destino las une de nuevo, cuando su abuelo Diógenes fallece dejándole su fortuna a la mayor de ellas. La única que sabe el secreto de quién es la mayor es su abuela Rosa, viuda del fallecido, así que todos viajan a su casa de la Costa del Sol para conocer el secreto.

## Argumento
Según una guía de la época, para promocionar la película, del Departamento de Propaganda y Publicidad de Filmayer, S.A., la sinopsis desarrollada sería la siguiente: 
"Pili y Mili son dos gemelas que, desde pequeñas, han vivido separadas. Al morir su abuelo Diógenes, lega la herencia a la mayor de las hermanas. Pero el inconveniente es que ninguno de los familiares conoce quién es la candidata y si las muchacha cumplen los dieciséis años, para lo que faltan muy pocos días, y siguen sin saberlo, la herencia pasará a la beneficencia. Únicamente su abuela Rosa, que vive en la Costa del Sol, conoce el detalle de la primogenitura
La abuela Rosa siempre ha sido hostil a recibir a Pili y Mili, pero Carlos, hijo del notario que se ocupa del asunto, se adelanta para preparar la entrevista con las niñas y resolver el complicado testamento.
Doña Rosa recibe cordialmente a las gemelas y ellas, que están deseando perder de vista a los familiares con los que han convivido hasta ese momento, hacen un pacto por el que nunca se separarán de su abuela. Ahora lo importante es dejar que transcurra el tiempo y se pierda el plazo acordado.
Puestas de acuerdo con Carlos y Miguel, que es un alegre y simpático muchacho que han conocido, comienzan a tramar escaparse de su casa y no regresar hasta que hayan cumplido los dieciséis años. Sin embargo, los muchachos, más conscientes, tratan de que Pili y Mili no se alejen demasiado de casa de su abuela.
De todas formas, no puede evitar que haciendo autoestop, luego en un vagón de mercancías y, por último, embarcándose en un mercante, las gemelas logren escaparse, mas no por mucho tiempo, ya que Carlos y Miguel pueden rescatarlas.
Al final, y por medio de un engaño, Pili y Mili obligan a sus familiares a firmar un documento por el cual las dejarán vivir con su abuela Doña Rosa y ellos se llevarán la herencia.

Pili y Mili son felices, pero aún lo serán más porque han encontrado a Carlos y Miguel, con los que tienen que hablar de muchas cosas..."
(En la guía el nombre del personaje de Miguel aparece como Manolo.)

## Reparto completo[1]
- Pilar Bayona Sarriá como Pili
- Aurora Bayona Sarriá como Mili
- Tito Mora como Carlos
- Miguel Ríos como Miguel "El Guitarra"
- Mari Carmen Prendes como Rosa
- Trini Alonso como Claudia
- Tony Soler como Tía Ágata
- Adriano Domínguez como Leopoldo
- Antonio Queipo como Notario
- Erasmo Pascual como Diógenes, el abuelo
- Juan Cortés como Capitán del barco
- Xan das Bolas como el Guarda de la estación de tren
- Esperanza Roy como Sirvienta de Rosa
- Goyo Lebrero como Marinero mecánico
- Manuel Tejada como Empleado de aeropuerto (controlador)
- Francisco Azpiazu como Jefe de aeropuerto
- Omán de Bengala como Marinero "Barbas"
- Francisco Ruano como Rómulo
- José Villasante como Camionero del autoestop
- Santiago Chica
- José Luis Chinchilla como Piloto de lancha
- Lucio Romero
- Vicente Roca como Médico
- 'Pizca' como ella misma, la niña alumna de Doña Rosa

## Banda sonora[2]
- Los años 20.
- Serenata bajo el sol.
- Gimnasia.
- La canción del claxon.
- El lobo.
- A la nueva ola.
- Lo conseguirás.
- Ya veo en tu vida amanecer.
- Cantar fuera de tono es lo descomunal.

## Recepción
La película tuvo 1.416.124 espectadores en cines y recaudó el equivalente a 169.892,12€.

##### Crítica
Pedro Lazaga ha sido considerado un posible renovador de un género muy maltratado en el cine español, la comedia. Dos chicas locas, locas es una crónica, más que una historia, caracterizada por una "salvaje libertad".